# سماء قريبة من بيتنا
سماء قريبة من بيتنا رواية للروائية الأردنية - السورية شهلا العجيلي. صدرت الرواية لأوّل مرة عام 2015 عن منشورات ضفاف في بيروت. ودخلت في القائمة النهائية «القصيرة» للجائزة العالمية للرواية العربية لعام 2016، المعروفة باسم «جائزة بوكر العربية».

## حول الرواية
تروي الروائية الأردنية - السورية «شهلا العجيلي» في هذه الرواية حكاية عن شخصيّات تنتمي إلى مشارب جغرافيّة وثقافيّة متنوّعة، تتحرّك في حقبة تاريخيّة تمتدّ منذ النصف الثاني من القرن التاسع عشر إلى اللحظة التاريخيّة الراهنة في القرن الحادي والعشرين. يلتقي الجميع في عمّان، التي تكوّن بؤرة السرد، إذ تتعرّف «جمان بدران»، التي تعود جذورها إلى مدينة الرقّة السورّيّة، بـ«ناصر العامري»، ابن لاقتصاديّ فلسطينيّ كبير وأمّ سوريّة، الذي جاء إلى «عمّان» ليدفن أمّه، ليكتشفا معًا علاقة الجيرة بين بيتي جدّهما في حلب. نتابع من خلال هذه العلاقة أحداث الثمانينيّات في «سورية»، التي تشكّل ماضيًا مشتركًا يتحوّل إلى حبّ ناضج وعميق. تحكي الرواية من خلال دراميّة سقوط العائلات في كلّ من سورية، وفلسطين، والعراق، وصربيا، وفييتنام، عن كيفيّة تحويل الحروب لمفاهيم الهويّة، والوطن، وعن صناعة مصائر الجماعات البشريّة، مشيرة إلى أنّ المأساة الجماعيّة لا تلغي بحال من الأحوال المأساة الفرديّة.